# 比烏戈拉伊

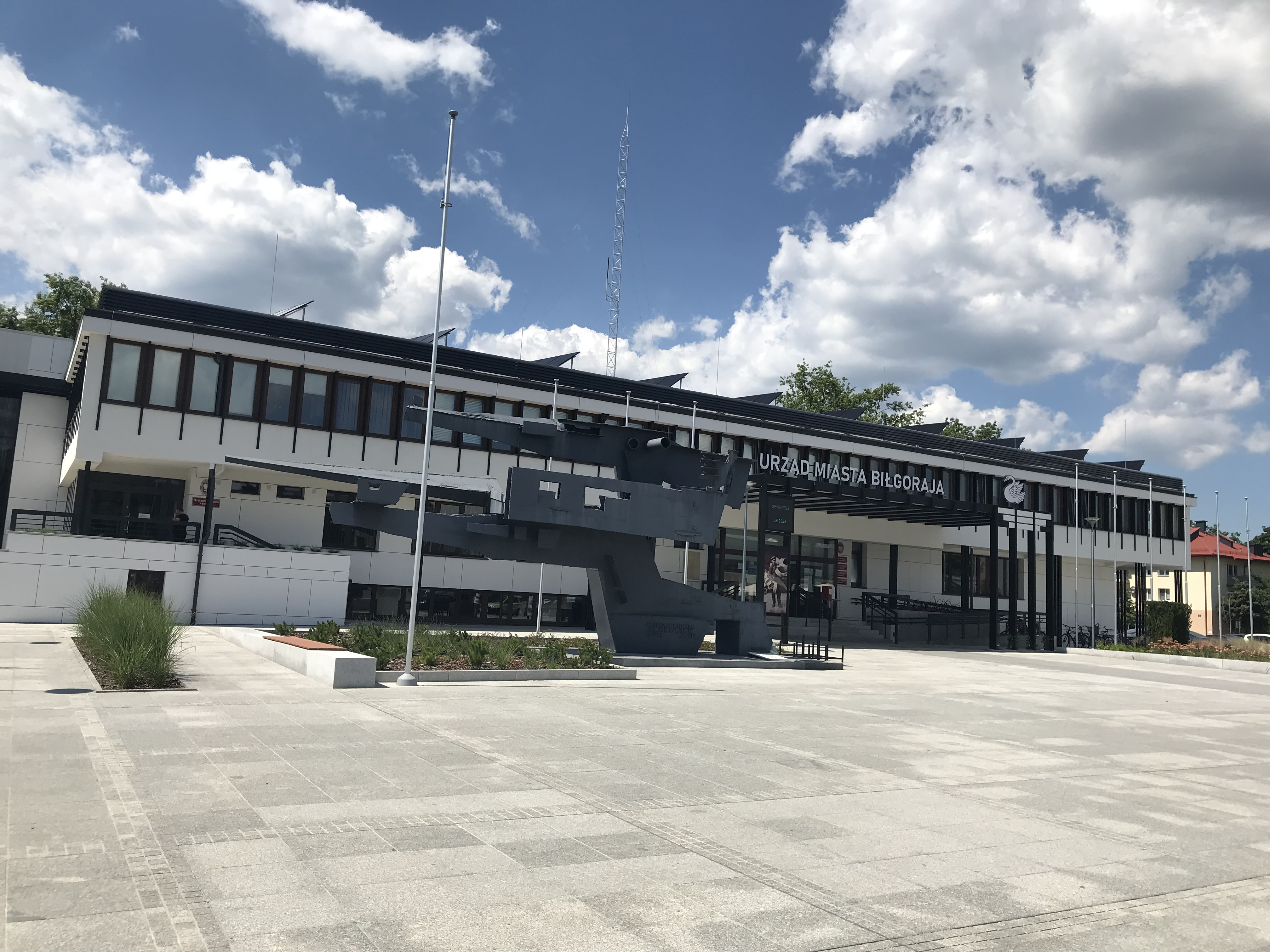
比烏戈拉伊市政廳

比烏戈拉伊是波蘭的城鎮，位於該國東南部，由盧布林省負責管轄，距離首府盧布林以南約90公里。始建於1578年，面積21.10平方公里，海拔高度212米，2021年人口25,838。
50°33′N 22°42′E / 50.550°N 22.700°E